# Nash Advanced Eight
La Advanced Eight è un'autovettura prodotta dalla Nash Motors dal 1932 al 1935.

## Storia

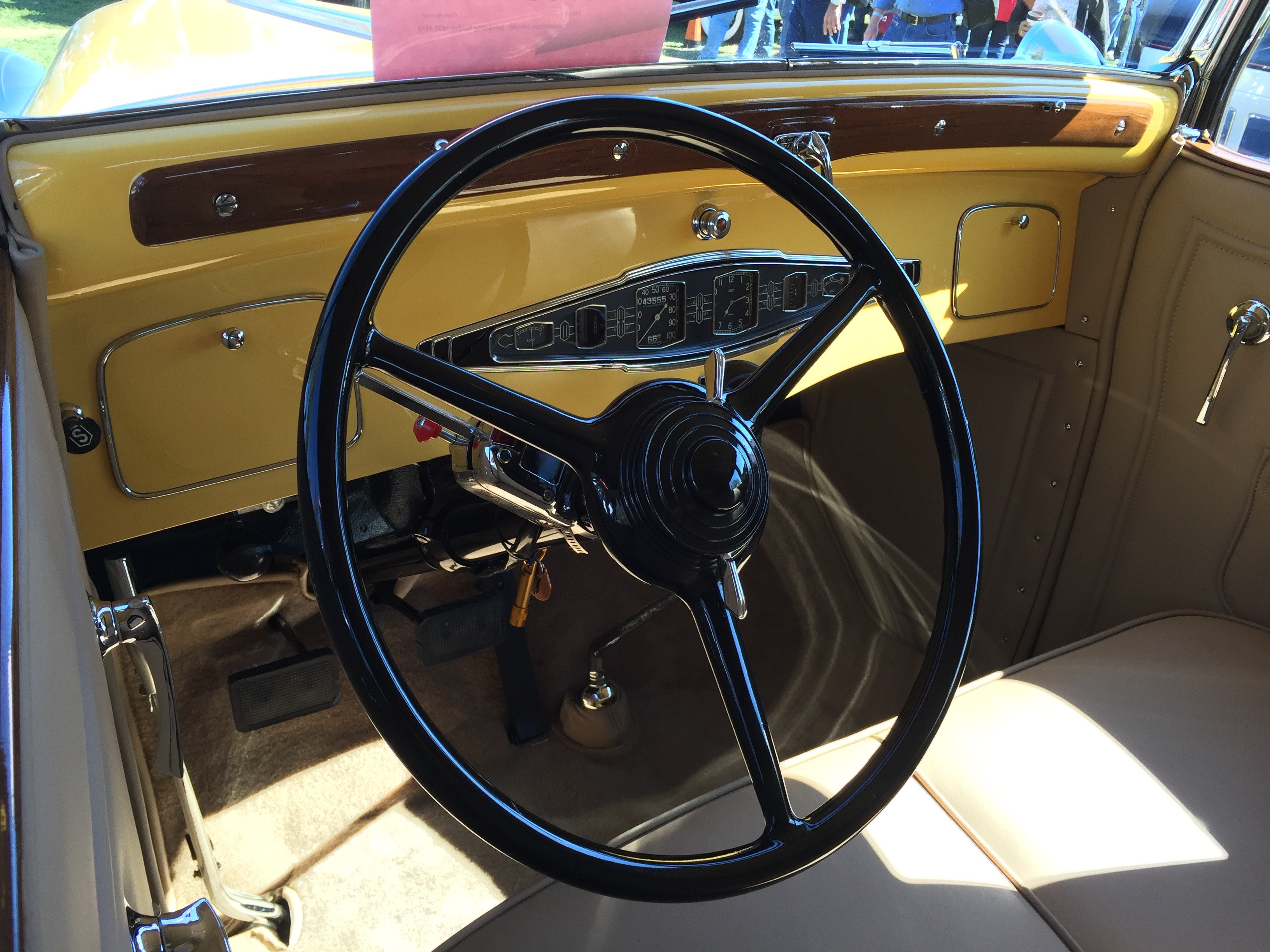
Interni

Il telaio aveva un passo di 3.378 mm. Il modello aveva installato un motore a otto cilindri in linea e valvole in testa da 5.277 cm³ di cilindrata avente un alesaggio di 85,7 mm e una corsa di 114,3 mm, che erogava 125 CV di potenza. La frizione era monodisco a secco, mentre il cambio era a tre rapporti. La trazione era posteriore. I freni erano meccanici sulle quattro ruote. La meccanica derivava da quella del modello antenato.
Nel 1933, con l'obiettivo di differenziare la Advanced Eight dalla Special Eight, che era di categoria inferiore, la linea fu aggiornata. Nell'occasione, il passo fu ridotto a 3.251 mm ed il motore fu sostituito da un nuovo propulsore da 4.274 cm³ che erogava 100 CV. Nel 1934 il passo, che fu ridotto di nuovo, ora era di 3.073 mm. Nell'occasione, la linea fu aggiornata.  Nel 1935 furono operati gli stessi cambiamenti. La linea era più fluida ed il passo, che venne questa volta aumentato, raggiunse i 3.175 mm.
La Advanced Eight uscì di produzione nel 1935 senza essere sostituita da nessun altro modello.